# Thomas Bradwardine
Thomas Bradwardine (Chichester, 1290 – Lambeth, 26 agosto 1349) è stato un teologo e matematico britannico, arcivescovo di Canterbury per alcuni mesi nel 1349.

## Biografia
Nel 1325 ottenne la cattedra di teologia all'università di Oxford e il 19 giugno 1349 fu nominato arcivescovo di Canterbury; mantenne la carica sino al 26 agosto 1349, quando morì di peste. Fece parte del gruppo dei Calcolatori di Oxford del Merton College presso Oxford.
Seguace di Guglielmo di Ockham e Agostino d'Ippona, nella sua Summa theologica sostenne la dipendenza di ogni creatura da Dio.
Fu autore di varie ricerche matematiche e del trattato De proportionibus velocitatum (1328), commentato da Biagio Pelacani.

## Genealogia episcopale
La genealogia episcopale è:
- Cardinale Bertrando di Deux
- Arcivescovo Thomas Bradwardine

## Opere
- De proportionibus velocitatum, 1328.
- Geometria speculativa, Parigi, Guidon, 1495.
- (LA) Preclarissimum mathematicarum opus, Valencia, Jeronimo Amiquet, 1503.

## Galleria d'immagini

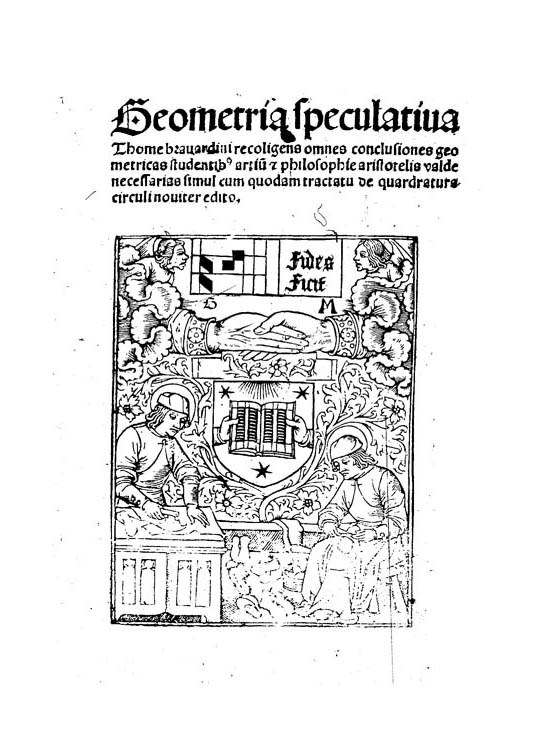
Geometria speculativa, 1495
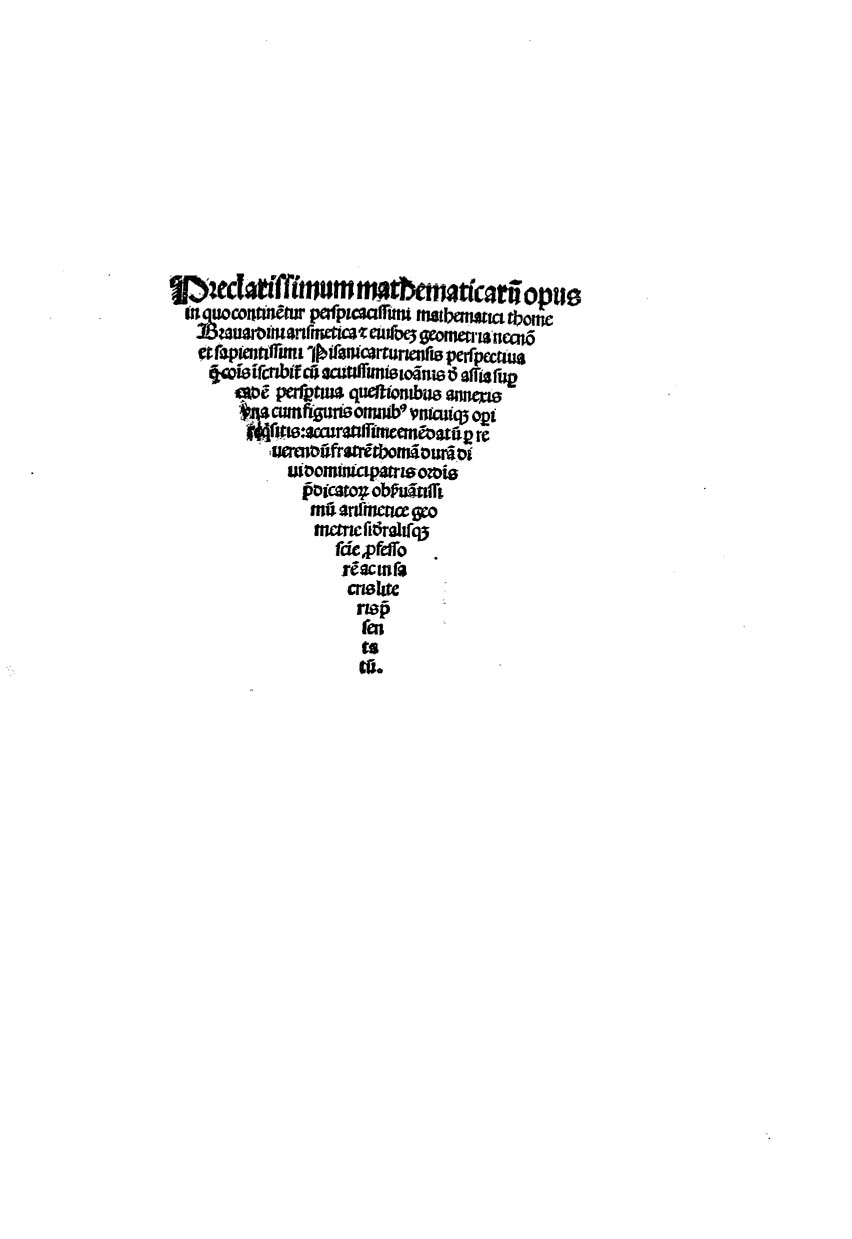
Frontespizio di Preclarissimum mathematicarum opus, 1503